# 유현지 (배우)
유현지(1990년 1월 12일 ~ )는 대한민국의 前 배우이다. 2013년에 방송된 KBS 드라마 삼생이를 끝으로 배우 활동을 하지 않는다.

## 학력
- 희망대초등학교 (1996년 입학 후 전학)
- 성남은행초등학교 (2002년 졸업)
- 금광중학교 (2005년 졸업)
- 돌마고등학교 (2008년 졸업)
- 상명대학교 영화학과 학사 (2008학번 / 학사)

## 연기 활동

### 영화
- 1995년 《개같은 날의 오후》 ... 영희 역
- 1998년 《기막힌 사내들》 ... 여자 아이 역
- 2001년 《베사메무쵸》 ... 이연두 역
- 2002년 《동승》 ... 수인 역
- 2005년 《6월의 일기》 ... 깻잎녀 역
- 2007년 《열세살 수아》 ... 예린 역
- 2012년 《청춘 그루브》 ... 창대 여동생 역

### 드라마
| 연도        | 방송사   | 제목                                                      | 역할                   | 비고 |
| ----------- | -------- | --------------------------------------------------------- | ---------------------- | ---- |
| 1994.05.27. | MBC TV   | MBC 베스트극장 사랑의 인사                                |                        |      |
| 1995.08.13. | KBS 2TV  | KBS 드라마게임 위험한 유혹                                | 김정아                 |      |
| 1997        | SBS TV   | 아름다운 그녀                                             | 원이                   |      |
| 1997        | MBC TV   | 전원일기                                                  | 박슬기 (박상태의 차녀) |      |
| 1998        | MBC TV   | 맏이                                                      |                        |      |
| 1998        | MBC TV   | 수줍은 연인                                               |                        |      |
| 1998        | MBC TV   | 해바라기                                                  | 하종미                 |      |
| 2002        | KBS 2TV  | 매직키드 마수리                                           | 정하늘                 |      |
| 2003        | EBS      | TV로 보는 원작동화                                        |                        |      |
| 2004        | EBS      | 깡순이                                                    | 유현지                 |      |
| 2004        | MBC TV   | 단팥빵                                                    | 어린 안남희            |      |
| 2005        | SBS TV   | 서동요                                                    | 어린 궁녀              |      |
| 2006        | 투니버스 | 에일리언 샘                                               | 황세나                 |      |
| 2012        | KBS 2TV  | KBS 드라마 스페셜 연작 시리즈 - 인생에서 가장 빛나는 시간 |                        |      |
| 2012        | KBS 1TV  | 별도 달도 따줄게                                          |                        |      |
| 2013        | KBS 2TV  | 삼생이                                                    |                        |      |

## 광고
- 2002년 농심 쫄병스낵